# Гамбурд Євгенія Яківна
Євгенія Яківна Гамбурд (уроджена Гольденберг; нар. 28 січня 1913, Кишинів, Молдова — 26 березня 1956, там же) — молдовська художниця часів СРСР (пейзажист і сценограф).

## Життєпис
Гамбурд народилася в Кишиневі в сім'ї адвоката Якова Гольденберга (чий будинок тепер входить до реєстру пам'яток архітектури республіки). Закінчила факультет живопису Бухарестської Академії мистецтв 1936 року за класом професора Стеріаді, стажувалася у Франції (1937). 1938 року вийшла за художника Мойсея (Макса) Гамбурда (дочка — художниця Міріам Гамбурд).
Після окупації Бессарабії СРСР 1940 року повернулася до Кишинева.

## Творчість
Разом з чоловіком виставлялась в куруючих Шнеєром Коганом салонах Товариства витончених мистецтв Бессарабії (Societăţii de Arte Frumoase din Basarabia).
У роки Другої світової війни зробила замальовки обложеної Москви, після повторної окупації Молдови СРСР — зруйнованих молдовських сіл. Створила серії «Відновлення Кишинева» (1947), «Сільські пейзажі». 1948 року з членів Спілки художників Молдавської РСР переведена в кандидати, зайнялася сценічним костюмом і сценографією. Автор ескізів костюмів до першої кінокартини Сергія Параджанова «Андрієш» (1954).

## Вшанування пам'яті
Твори художниці зберігаються в Національному художньому музеї Молдови, в Національному архіві Молдови, в колекції Михайла Гробмана в Тель-Авіві і в інших приватних колекціях. Виставка «Мойсей і Євгенія Гамбурд: 47 років по тому» пройшла в Кишиневі 2003 року. 2007 року вийшов альбом «Eugenia Gamburd» (румунською, англійською та російською мовами, під редакцією Людмили Тома, Кишинів: Editura «Muzeul Naţional de Artă»).